# Country-Musik 1968
Die Liste bietet eine Übersicht über das Jahr 1968 im Genre Country-Musik.

## Events
- 1. Februar – Elvis Presleys einziges Kind, Lisa Marie Presley, wird in Memphis (Tennessee) geboren.
- 1. März – Johnny Cash und June Carter heiraten.

## Top Hits des Jahres

### Number-1-Hits
- 20. Januar – Sing Me Back Home – Merle Haggard and the Strangers
- 3. Februar – Skip a Rope – Henson Cargill
- 9. März – Take Me to Your World – Tammy Wynette
- 16. März – A World of Our Own – Sonny James
- 6. April – How Long Will My Baby Be Gone – Buck Owens and the Buckaroos
- 13. April – You Are My Treasure – Jack Greene
- 20. April – Fist City – Loretta Lynn
- 27. April – The Legend of Bonnie and Clyde – Merle Haggard and the Strangers
- 11. Mai  – Have a Little Faith – David Houston
- 18. Mai – I Wanna Live – Glen Campbell
- 25. Mai – Honey – Bobby Goldsboro
- 29. Juni  – D-I-V-O-R-C-E – Tammy Wynette
- 20. Juli – Folsom Prison Blues – Johnny Cash
- 17. August  – Heaven Says Hello – Sonny James
- 24. August  – Already it's Heaven – David Houston
- 31. August  – Mama Tried – Merle Haggard and the Strangers
- 28. September – Harper Valley PTA – Jeannie C. Riley
- 19. Oktober – Then You Can Tell Me Goodbye – Eddy Arnold
- 2. November – Next In Line – Conway Twitty
- 9. November – I Walk Alone – Marty Robbins
- 23. November – Stand by Your Man – Tammy Wynette
- 14. Dezember – Born to Be With You – Sonny James
- 21. Dezember – Wichita Lineman – Glen Campbell

### Weitere Hits
- Another Place Another Time – Jerry Lee Lewis
- As Long As I Live – George Jones
- Baby's Back Again – Connie Smith
- Big Girls Don't Cry – Lynn Anderson
- By the Time I Get to Phoenix – Glen Campbell
- Country Girl – Dottie West
- The Country Hall of Fame – Hank Locklin
- The Day the World Stood Still – Charley Pride
- Dreams of the Everyday Housewife – Glen Campbell
- The Easy Part's Over – Charley Pride
- Flattery Will Get You Everywhere – Lynn Anderson
- Happy State of Mind – Bill Anderson
- Here Comes Heaven – Eddy Arnold
- Here Comes the Rain, Baby – Eddy Arnold
- Holdin' On to Nothin – Porter Wagoner und Dolly Parton
- I Got You – Waylon Jennings und Anita Carter
- I've Got You on My Mind Again – Buck Owens
- The Image of Me – Conway Twitty
- It Takes People Like You (To Make People Like Me) – Buck Owens
- It's All Over – David Houston und Tammy Wynette
- It's All Over But the Crying – Hank Williams Jr.
- It's Over – Eddy Arnold
- Just Because I'm a Woman – Dolly Parton
- Just For You – Ferlin Husky
- The Last Thing on My Mind – Porter Wagoner und Dolly Parton
- Let the Chips Fall – Charley Pride
- Let the World Keep On A-Turnin – Buck Owens und Buddy Alan
- Little Green Apples – Roger Miller
- Love Takes Care of Me – Jack Greene
- Milwaukee, Here I Come – George Jones und Brenda Carter
- No Another Time – Lynn Anderson
- On Tap, In the Can, Or in the Bottle – Hank Thompson
- The Only Daddy That'll Walk the Line – Waylon Jennings
- Plastic Saddle – Nat Stuckey
- Promises, Promises – Lynn Anderson
- Roseanna's Going Wild – Johnny Cash
- Run Away Little Tears – Connie Smith
- Say It's Not You – George Jones
- She Still Comes Around (To Love What's Left of Me) – Jerry Lee Lewis
- She Wears My Ring – Ray Price
- Sweet Rosie Jones – Buck Owens
- Take Me As I Am (Or Let Me Go) – Ray Price
- Undo the Right – Johnny Bush
- We'll Get Ahead Someday – Porter Wagoner und Dolly Parton
- What's Made Milwaukee Famous (Has Made a Loser Out of Me) – Jerry Lee Lewis
- Wild Weekend – Bill Anderson
- With Pen in Hand – Johnny Darrell
- You Just Stepped In (From Stepping Out on Me) – Loretta Lynn
- Your Squaw's on the Warpath – Loretta Lynn

## Alben (Auswahl)
- The Bottom of the Bottle – Porter Wagoner (RCA)
- Country Girl – Dottie West (RCA)
- D-I-V-O-R-C-E – Tammy Wynette (Epic)
- Glen Campbell and Bobbie Gentry – Glen Campbell und Bobbie Gentry (Capitol)
- Harper Valley PTA – Jeannie C. Riley (Plantation)
- Honey – Bobby Goldsboro (United Artists)
- Just Because I'm a Woman – Dolly Parton (RCA)
- Liz Anderson Sings Her Favorites – Liz Anderson (RCA)
- At Folsom Prison – Johnny Cash (Columbia)
- Promises, Promises – Lynn Anderson (Chart)
- Walking in Love Land – Eddy Arnold (RCA)

## Geboren
- 27. Januar – Tracy Lawrence
- 24. Februar – David Eugene Edwards
- 26. März – Kenny Chesney

## Gestorben
- 14. Juni – Ernest Stoneman, 75, Gründer der  Stoneman Family.
- 19. September – Red Foley, 58

## Neuaufnahmen in dieCountry Music Hall of Fame
- Bob Wills (1905–1975)

## Die wichtigsten Auszeichnungen

### Grammys
- Grammy Award for Best Country & Western Recording – Glen Campbell – Gentle on My Mind
- Grammy Award for Best Country & Western Solo Vocal Performance, Female — I Don’t Wanna Play House – Tammy Wynette
- Best Country & Western Solo Vocal Performance, Male — Gentle on My Mind – Glen Campell
- Best Country & Western Song — Gentle on My Mind, John Hartford (Interpret: Glen Campell)
- Best Country & Western Performance - Duo, Trio Or Group (Vocal Or Instrumental) – Jackson – Johnny Cash & June Carter[1]

### Academy of Country Music Awards
- Album Of The Year – Gentle On My Mind – Glen Campbell
- Top Male Vocalist – Glen Campbell
- Top Female Vocalist – Lynn Anderson
- Top Vocal Duo – Merle Haggard und Bonnie Owens
- Top Vocal Group – Sons of the Pioneers
- Top New Male Vocalist – Jerry Inman
- Top New Female Vocalist – Bobbie Gentry

### Country Music Association Awards
- Entertainer of the Year — Glen Campbell
- Song of the Year — Honey – Bobby Russell, (Interpret: Bobby Goldsboro)
- Single of the Year — Harper Valley PTA – Jeannie C. Riley
- Album of the Year — At Folsom Prison – Johnny Cash
- Male Vocalist of the Year — Glen Campbell
- Female Vocalist of the Year — Tammy Wynette
- Vocal Group of the Year — Porter Wagoner und Dolly Parton
- Instrumentalist of the Year — Chet Atkins
- Instrumental Group of the Year — The Buckaroos
- Comedian of the Year — Sheb Wooley